# Someya Yuta
Yuta Someya (染谷 悠太 Someya Yūta, sinh ngày 30 tháng 9 năm 1986 ở Tokyo) là một cầu thủ bóng đá người Nhật Bản hiện tại thi đấu cho Kyoto Sanga FC.

## Thống kê sự nghiệp câu lạc bộ
Cập nhật đến ngày 23 tháng 2 năm 2018.
| Thành tích câu lạc bộ | Thành tích câu lạc bộ | Thành tích câu lạc bộ | Giải vô địch | Giải vô địch | Cúp                   | Cúp                   | Cúp Liên đoàn | Cúp Liên đoàn | Châu lục | Châu lục  | Khác    | Khác      | Tổng cộng | Tổng cộng |
| Mùa giải              | Câu lạc bộ            | Giải vô địch          | Số trận      | Bàn thắng    | Số trận               | Bàn thắng             | Số trận       | Bàn thắng     | Số trận  | Bàn thắng | Số trận | Bàn thắng | Số trận   | Bàn thắng |
| Nhật Bản              | Nhật Bản              | Nhật Bản              | Giải vô địch | Giải vô địch | Cúp Hoàng đế Nhật Bản | Cúp Hoàng đế Nhật Bản | Cúp Liên đoàn | Cúp Liên đoàn | Châu Á   | Châu Á    | Khác1   | Khác1     | Tổng cộng | Tổng cộng |
| --------------------- | --------------------- | --------------------- | ------------ | ------------ | --------------------- | --------------------- | ------------- | ------------- | -------- | --------- | ------- | --------- | --------- | --------- |
| 2009                  | Kyoto Sanga           | J1 League             | 19           | 1            | 0                     | 0                     | 4             | 0             | -        | -         | -       | -         | 23        | 1         |
| 2010                  | Kyoto Sanga           | J1 League             | 10           | 0            | 0                     | 0                     | 1             | 0             | -        | -         | -       | -         | 11        | 0         |
| 2011                  | Kyoto Sanga           | J2 League             | 8            | 0            | 0                     | 0                     | 0             | 0             | -        | -         | -       | -         | 8         | 0         |
| 2012                  | Kyoto Sanga           | J2 League             | 28           | 0            | 1                     | 0                     | -             | -             | -        | -         | 1       | 0         | 30        | 0         |
| 2013                  | Kyoto Sanga           | J2 League             | 28           | 1            | 0                     | 0                     | -             | -             | -        | -         | 1       | 0         | 29        | 1         |
| 2014                  | Cerezo Osaka          | J1 League             | 14           | 0            | 0                     | 0                     | 0             | 0             | 5        | 0         | -       | -         | 19        | 0         |
| 2015                  | Cerezo Osaka          | J2 League             | 36           | 0            | 1                     | 0                     | -             | -             | -        | -         | -       | -         | 37        | 0         |
| 2016                  | Kyoto Sanga           | J2 League             | 17           | 0            | 1                     | 0                     | -             | -             | -        | -         | -       | -         | 18        | 0         |
| 2017                  | Kyoto Sanga           | J2 League             | 31           | 0            | 1                     | 0                     | -             | -             | -        | -         | -       | -         | 32        | 0         |
| Tổng cộng sự nghiệp   | Tổng cộng sự nghiệp   | Tổng cộng sự nghiệp   | 191          | 2            | 4                     | 0                     | 5             | 0             | 5        | 0         | 2       | 0         | 207       | 2         |

1Includes Promotion Playoffs to J1.